# Felkai Tamás
Felkai Tamás, születési nevén Frisch Tamás (Budapest, 1922. április 2. – Budapest, 1997. március 29.) magyar orvos, orvostörténész, az orvostudományok kandidátusa (1980).

## Életpályája
Frisch Gyula (1890–1975) magánhivatalnok és Rotter Ilona (1889–1989) fiaként született. Apja 1919 júliusában kikeresztelkedett a római katolikus vallásra, s nevét 1934-ben Felkaira magyarosította.
Középiskolai tanulmányait a budapesti Madách Imre Gimnáziumban végezte, ahol 1941-ben tett érettségi vizsgát. A második világháború idején tisztviselőként és újságíróként dolgozott. A háború alatt hadifogságba esett és a hadifogolytáborban mint felcser ápolta katonabajtársait. 1945-ben beiratkozott a budapesti orvosi karra. 1951-ben szerezte meg diplomáját. Ezt követően az Országos Mentőszolgálatnál (OMSZ) helyezkedett el és 45 éven át ott dolgozott.
1954-ben megbízták egy olyan mentőegység kialakításával, amely a helyszínre kivitt legkorszerűbb orvostechnika segítségével már a kórházba szállítás előtt is meg tudta kezdeni a betegek/balesetet szenvedettek magas szintű orvosi kezelését. Így alakult ki a világon elsőként  az ún. rohamkocsi, a helyszínre kivitt reanimáló és sürgősségi betegellátó mentőgépkocsi, a ROKO. Nyugdíjazásáig a ROKO szolgálat vezető főorvosa volt. A napi teendőkön túl kiemelkedő eredményeket ért el az elsősegélynyújtás a laikusok számára tartott korszerű oktatásának megszervezésében, illetve az elsősegélynyújtás, az újraélesztés népszerűsítésében. Ezért a tevékenységéért több kitüntetést kapott, de nemzetközi elismerésben is részesült, többek között a dán mentőszolgálat aranyérmét nyerte el.
1956-ban a forradalom alatt folyamatosan ellátta a sérülteket, és azokat a Markó utcai mentőállomás alagsori pincerendszerében felállított átmeneti kórházba, a híres Pincekórházba szállította. Kétszer is elnyerte a WHO ösztöndíját: 1964-ben és 1975-ben. Dániai tanulmányainak eredményeképpen Ő hozta be az országba az azóta a mentőjárművek alapfelszerelésének számító lélegeztetőballont (Ruben- v. AMBU ballon), majd hollandiai tanulmányútjáról ő hozta be az országba az első hordozható és mentőautóban is alkalmazható lélegeztető gépet (BIRD 7 tip.).
1960-tól a hazai és nemzetközi mentéstörténettel kezdett foglalkozni. 1980-ban ebben a témakörben az orvostudományok kandidátusi fokozatát szerezte meg a "A Mentés kialakulásának fejlődése és történeti elemzése" címmel. 1987-ben több évtizednyi kemény munkájának gyümölcse érett be, amikor az 1950-ben bezárt Kresz Géza Mentőmúzeum ismét kitárhatta kapuit. A múzeumot ünnepélyes keretek között Magyarország későbbi miniszterelnökével, Antall Józseffel közösen nyitotta meg. A Mentőmúzeumnak az 1997-ben bekövetkezett haláláig igazgatója volt, és az Orvostörténelmi Társaság Mentéstörténeti szekciójának elnökeként tevékenykedett.

## Jelentősége a hazai, korszerű szervezett mentésben
A rohamkocsi-szolgálatnak köszönhetően immár olyan sérülteket is kórházba tudtak szállítani, akik a korszerű kezelés azonnali megkezdésének lehetőségét nyújtó szolgálat létrehívása előtti időkben a helyszínen életüket veszítették volna. Az életveszélyes állapotban lévő sérültek korszerű helyszíni első ellátását, és szállítható állapotba hozatalát Felkai Tamás több munkatársával együtt dolgozta ki a világon elsőként az 1960-as évek elején. Nekik köszönhető, hogy mindennapos gyakorlattá vált a helyszíni reanimáció, a helyszíni fájdalomcsillapítás, a tartós vénabiztosítás, mely az infúziós kezelést lehetővé tette. Később a helyszíni újraélesztés, a helyszíni pacemakerkezelés és a szívrendellenességek egyéb elektroterápiája, a és a tartós szállítás alatti lélegeztetés is belekerült a mentés eszköztárába. A fenti orvosi beavatkozások helyszíni megszervezésén kívül az ő nevéhez fűződik (a tudománytörténetben elsőként) szállítási trauma elméletének kidolgozása is.

## Művei
- Mi is az a rohamkocsi? (Egészségügyi Munka, 1956)
- A shock-kérdés a mentőgyakorlatban (Orvosi Hetilap, 1956. 15.)
- Korszerű sérültellátás a mentőgyakorlatban (Orvosi Hetilap, 1961. 25.)
- Dekonnexió és vérpótlás a mentőgyakorlatban. Budapest, 1963
- Áramsújtottak mentési lehetősége. Budapest, 1963
- Alkalmazott kórélettan mentőápolóknak. Budapest, 1964
- Alapfokú mentőápolói ismeretek. Budapest, 1966
- Fehér kocsin kék fény. Budapest, 1966
- Amit az elektromos balesetekről tudni kell. Budapest, 1966
- Szájtól-szájba lélegeztetés veszélyei (Orvosi Hetilap, 1967. 33.)
- Útmutató újraélesztési eljárások oktatásához. Budapest, 1969
- A szervezett mentés előtörténete Magyarországon (Orvostörténeti Közlemények, 1971)
- Ön- és kölcsönös segélynyújtás. Egyetemi jegyzet (Budapest, 1975)
- A mentés története. Egyetemi jegyzet (Budapest, 1976)
- Elemei elsősegélynyújtási ismeretek. Ill. Rozanits Tiborné (Tanfolyami tankönyv. 1. Budapest, 1976, 5. kiadás. 1986)
- Az elsősegélynyújtó kiképzés rendszere és tematikája. Összeáll. Gábor Auréllal. Budapest, 1976
- A mentés kialakulásának fejlődéstörténeti elemzése. Kandidátusi értekezés (Budapest, 1978)
- A mentés története. – A kivonuló mentőorvos szolgálati és magatartási szabályai (Oxiológia. Szerk. Bencze Béla. Budapest, 1979, 2. kiadás. 1983, 3. kiadás. 1987, 4. kiadás. 1991, 5. kiadás. 1994)
- Magyar mentéstörténet (Jubileumi emlékkönyv. A szervezett magyar mentés centenáriumán. 100 éves a magyar mentésügy. 1887–1987. Szerk. Cselkó László. Budapest, 1987)
- Hajnali szirénaszó. Emlékezések és kommentárok. 1972–1995 (Orvoséletrajzok. Budapest, 1996)
- Fehér kocsin piros vér. Dokumentumgyűjtemény az Országos Mentőszolgálat 1956-os munkájáról; Medicina, Budapest, 2025

A szakmai könyveken kívül több, a mentés történetét, az emberek viselkedését és a társadalmi kérdéseket is boncolgató könyvet irt: a "Fehér kocsin kék fény"-t, melyben a rohamkocsi alapításának történetét meséli el, a "Hajnali sziréna"-t, mely az 1989 évek utáni mentés történetével foglalkozik; Hetedhét mackó (mentős mesekönyv gyermekeknek) – kézirat; Rondo Veneziano (Velence emlékezete) magánkiadás, 1997.

## Díjai, elismerései
- A Dán Mentőszövetség Aranyérme (1973)[5]
- Érdemes orvos (1973)[5]
- Vöröskeresztes Munkáért (arany, 1979)[5]
- Weszprémi István-emlékérem (1987)[5]